# Барон фон Клаус — садист
«Барон фон Клаус — садист» (исп. La Mano de un hombre muerto) — испанский готический фильм ужасов с элементами детектива 1962 года режиссёра Хесуса Франко.

## Сюжет
Над родом фон Клаусов всегда висело некое проклятье — все потомки по мужской линии становились серийными убийцами. Вот и некоторое время спустя недалеко от замка фон Клаусов начали находить сильно обезображенные трупы женщин. Местные жители пустили слух, что это дело рук умершего барона фон Клауса, однако полиция намерена найти живого человека из плоти и крови.

## В ролях
- Ховард Вернон — Макс фон Клаус
- Уго Бланко — Людвиг фон Клаус
- Фернандо Дельгадо — Карл Штайнер
- Паула Мартель — Карин
- Ана Кастор — Линда

## Художественные особенности
Хотя в название фильма и вынесено упоминание о садизме, его можно лицезреть лишь в одной сцене.